# MIX-ISM
MIX-ISM è il quinto album dei The Mad Capsule Markets, il primo ad essere registrato fuori dal Giappone, in Inghilterra.

## Tracce
1. Mix-ism – 1:29
2. S-S-Music – 3:56
3. Puroretaria (プロレタリア, Proletariat) – 3:26
4. New Society – 3:17
5. Pet – 3:12
6. Manekin (マネキン, Mannequin) – 3:31
7. Nashonarizumu NO!!!! (ナショナリズム NO!!!!, Nationalism NO!!!!) – 2:07
8. Orugooru (オルゴヲル, Music Box) – 2:16
9. IC Shiti (IC シティ, IC City) – 2:51
10. Too Flat – 2:41
11. Furui tokei (古い時計, Old Clock) – 3:23
12. IQ Speaker – 2:26
13. Neo Sunday~Atarashii Nichiyoubi (Neo Sunday~新しい日曜日, New Sunday) – 2:40
14. Problem Children – 4:28
15. Be Silent Fuckin System – 3:02
16. Kiiroi piero (黄色いピエロ, Yellow Clown) – 2:09

## Formazione
- Hiroshi Kyono - voce
- Takeshi Ueda - basso
- Motokatsu Miyagami - batteria
- Ai Ishigaki - chitarra